# LRA-Konflikt

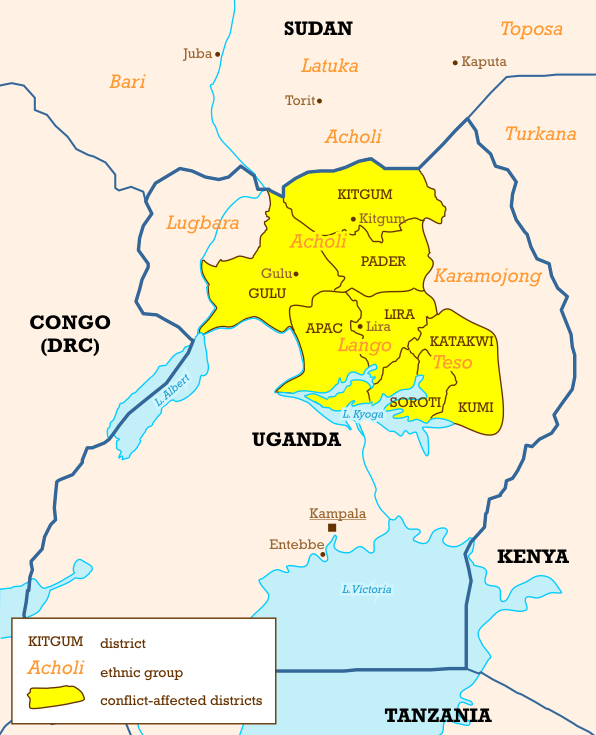
Vom Krieg der Widerstandsarmee des Herrn betroffene Gebiete

Der LRA-Konflikt ist ein Aufstand, der durch die 1987 im Norden Ugandas gegründete und bewaffnete Widerstandsbewegung der Lord’s Resistance Army (LRA), dt. Widerstandsarmee des Herrn, entbrannte. Die Kämpfe der paramilitärischen LRA gegen die Truppen von Uganda zeichneten sich durch die Gewaltsamkeit ihrer Angriffe und ihre gegen Zivilisten begangene Gräueltaten aus. Weiter entführten sie Kinder und Jugendliche mit dem Ziel, sie zu Soldaten oder Sklaven zu machen. Der Aufstand ist offiziell noch nicht beendet, hat sich seit 2008 aber zunehmend auf die Nachbarländer Ugandas verlagert. Die LRA hat die Region verlassen und richtet ihre Aktionen seither gegen die Zivilbevölkerung in Süd-Sudan, Ost-Kongo und der Zentralafrikanischen Republik.
Etwa zwei Millionen Menschen wurden durch den Konflikt verschleppt, auf seinem Höhepunkt haben bis zu 1,7 Millionen in Lagern gelebt, wo sie von humanitärer Hilfe abhängig waren. Laut einem Ende März 2006 veröffentlichten Bericht einer NGO starben im Norden Ugandas jede Woche durchschnittlich 146 Personen auf gewaltsame Weise. Die Aufstandsaktivität dauerte über 20 Jahre, bevor sie in Uganda beendet wurde. Dennoch dauert sie in der Demokratischen Republik Kongo und im Südsudan an.
Das Ziel der LRA ist es, den Präsidenten Ugandas, Yoweri Museveni, abzusetzen, um ein auf den Zehn Geboten der Bibel begründetes christliches Regime in Uganda zu etablieren. Der Gründer und zugleich der spirituelle Führer der LRA ist der Acholi Joseph Kony, der sowohl die religiöse als auch die militärische Leitung der Widerstandsgruppe übernommen hat. Die LRA steht in den Vereinigten Staaten auf der Liste der Terrororganisationen und viele ihrer Führungspersönlichkeiten, unter ihnen auch Kony selbst, werden vom Internationalen Strafgerichtshof wegen Verbrechen gegen die Menschlichkeit gesucht.

## Hintergrund
Der Gegensatz zwischen den ethnischen Gruppen der Luo, anderen nilotischen Ethnien im Norden Ugandas und ethnischen Gruppen der Bantu ist seit Jahrhunderten ein zentraler Bestandteil der Geschichte dieses Landes. Die ethnische Feindlichkeit, die ihre Wurzeln in der Kolonialgeschichte Ugandas hat, löste seit der Unabhängigkeit des Landes mehrmals Konflikte aus, unter ihnen auch den LRA-Aufstand.
Nach dem Fall des Diktators Idi Amin wurde die Regierung von Milton Obote, deren militärische Streitkräfte (UNLA) hauptsächlich aus Langi (seiner ethnischen Gruppe) und Acholi bestanden sowie die Widerstandsgruppe National Resistance Army (NRA) von Yoweri Museveni (aus dem Süden des Landes), dessen Truppen vor allem aus Baganda und andere Bantu-sprechenden Gruppen zusammengesetzt waren, in einen Krieg verwickelt. In diesem Kampf versuchte die NRA, die Regierung von Obote durch militärische Aktionen und Guerillakrieg zu Fall zu bringen. Obotes Truppen konnten ihrerseits die feindlichen Verbände, die zahlen- und waffenmäßig unterlegen waren, nicht vollständig vernichten.
General Tito Okello, ein Acholi, der mit der begrenzten Rolle seiner Ethnie in diesem Krieg nicht zufrieden war, stürzte Obote 1985 und setzte den Krieg gegen Musevenis Rebellentruppen fort, die ihrerseits die innerlichen Feindlichkeiten des Obote-Regimes und den Staatsstreich Okellos zur erneuten Aufrüstung und Rekrutierung genutzt hatten. Okello wurde 1986 selbst gestürzt, als die NRA den Krieg gewann und die Macht ergriff, wobei Museveni zum Präsidenten erklärt wurde. Damit lag die sozialökonomische, militärische und politische Macht Ugandas erstmals in der modernen Geschichte des Landes in den Händen von Einwohnern des Südens.
In diesem Krieg gab es zahlreiche Ausschreitungen der UNLA, der nationalen Armee von Obote und Okello, gegen die Zivilbevölkerung, während Musevenis Truppen im Süden Ugandas als Befreier und rechtmäßige Kampftruppe des Volkes anerkannt wurden. Im Norden herrschte nun unter den Acholi eine tiefe Unzufriedenheit gegen den neuen Präsidenten Museveni. Verschiedene friedliche Bewegungen unter den Acholi wurden durch die Propaganda der Regierung gegen den Norden niedergedrückt, und kleinere Demonstrationen und Proteste von Acholi-Gemeinden wurden auch durch den Einsatz von bewaffneten Truppen der NRA, die nun die Rolle der nationalen ugandischen Armee übernommen hatte, niedergeschlagen. Mitunter schoss die NRA auf unbewaffnete Demonstranten. Im Laufe des Jahres 1986 wurden von den Truppen der NRA begangene Misshandlungen der im Norden angesiedelten Acholi bekannt, manchmal auch als späte Vergeltung für die Massaker der UNLA im Laufe des Krieges im Luwero-Dreieck deklariert.
In diesem Klima der Spannung und des Misstrauens unter den Acholi ordnete die neue Regierung Musevenis den ehemaligen Soldaten der UNLA an, bei Militärstützpunkten der NRA zu erscheinen. Dieser Befehl jedoch erinnerte die meisten der Acholi an ein von Idi Amin in den 1970er Jahren gegen Acholi-Soldaten ausgeübtes Massaker, wo er einige Truppen dieser Ethnie bei den Kasernen auftreten ließ und sie dann hinrichtete. Diese Order von Museveni löste daher bei einigen Acholi Panik aus: Einige der Ex-Soldaten der UNLA versteckten sich im Busch, andere flohen in den Sudan, und wieder andere entschlossen sich, wieder zu den Waffen zu greifen und gegen die gehasste NRA und Museveni zu kämpfen. Mehrere hundert junge Menschen, die vor den aggressiven Kampfhandlungen der NRA im Acholiland flohen, schlossen sich diesen Widerstandsgruppen an. Am 20. August 1986 griffen einige unter dem Namen Uganda People’s Democratic Army (UPDA) Truppenkonzentrationen der NRA im Acholiland an. Die Widerstandskämpfer versammelten sich und wurden von Brigadegeneral Odong Latek befehligt, der vorher militärischer Befehlshaber der UNLA im Acholiland gewesen was. Die Truppen der NRA rächten sich brutal an der Zivilbevölkerung des nun militärisch besetzten Nordens für die Verluste, die sie bei den ersten Kämpfen gegen die UPDA erlitten hatten; vor allem begingen sie an den verhassten Acholi mehrere Massaker, was diese veranlasste, die Rebellion der UPDA zu unterstützen.

## Örtlich begrenzter Aufstand (Januar 1987 bis März 1994)

### Ursprünge der LRA (Januar 1987 bis Juni 1988)
Im Januar 1987 erschien Joseph Kony in den Reihen der christlichen UPDA zuerst als spirituelles Medium in relativer Anonymität. Die Religion der Acholi und somit auch der Truppen der UPDA bestand damals aus einer Mischung des Christentums mit afrikanisch-religiösen Elementen, wie etwa der Existenz von Personen, die als Prophet und Medium eines Geistes dienten. Die berühmteste von ihnen war die Acholi Alice Auma, auch Alice Lakwena genannt, die im Zuge der ersten Erfolge der UPDA-Truppen sofort das Banner des Heiligen Krieges erhob. Sie leitete eine kleinere Splittergruppe der UPDA, die „Bewegung des Heiligen Geistes“ (engl. Holy Spirit Movement). Diese kleine Streitmacht unterstand dem militärischen Befehl Lateks, doch Auma ernannte sich „Spirituelle Führerin“ des Acholi-Volkes. Kony übernahm ab Anfang 1987 immer mehr die Kontrolle über das Holy Spirit Movement (HSM), dem er sich als hochrangiger Offizier angeschlossen hatte, bis die Bewegung Ende 1987 als unabhängig von der UPDA erklärt wurde. Kony änderte den Namen des HSM in „Widerstandsarmee des Herrn“ (Lord’s Resistance Army), um die Bedeutung der religiösen und militärischen Aspekte des Aufstandes der Acholi hervorzuheben. Anfang 1988 trat auch ein früherer militärischer Kommandeur der LRA bei, der insbesondere bei den Zivilisten wegen des guten Ansehens seiner Truppen beliebte Otunu Lukonyomoi, die nun zur mächtigsten Splittergruppe der UPDA wurde.
Als klar wurde, dass die UPDA wegen ihrer offensichtlicher Unterlegenheit im Begriff war, ein Friedensabkommen mit den Truppen der NRA zu unterzeichnen, schrieb Kony 1988 einen Brief an die Heeresleitung der Nationalen Armee von Museveni, in dem er um ein separates Friedensgespräch bat. Ihm war klar, dass er auf den wichtigsten militärischen Verbündeten im Krieg gegen die NRA verzichten müsste, falls die UPDA dieses Friedensabkommen unterzeichnete. Doch mehrere seiner Einheiten wurden durch die Truppen der NRA angegriffen, bevor die separaten Friedensgespräche aufgenommen werden konnten. Die unprovozierten Angriffe der NRA auf die LRA-Einheiten erfolgten offenbar wegen der schlechten Feldkommunikation zwischen den verschiedenen Verbänden der NRA: Die angreifenden Truppen hatten nicht erfahren, dass Kony um Friedensgespräche gebeten hatte. Die mystische Orientierung des LRA, dessen Truppen immer noch durch Alice Auma „inspiriert“ waren, verwirrte auch die obersten Kommandeure der NRA. Daher wurde die Möglichkeit von separaten Verhandlungen mit der LRA durch die Heeresleitung der NRA nie eingehend geprüft.

### Erste Entwicklungen (Mitte 1988 bis Anfang 1991)
Das Friedensabkommen vom Juni 1988 zwischen der UPDA und der NRA, die Niederlage des Holy Spirit Movement im Jahr davor und die Flucht von Alice Auma nach Kenia machte aus der LRA die letzte bedeutende Widerstandsarmee, die im Acholiland operierte. Ehemalige Soldaten der UPDA, des HSM und sogar der ehemalige Kommandant der UPDA Odong Latek, der mit dem Friedensabkommen zwischen ihren Einheiten und Musevenis Truppen unzufrieden war, traten der LRA bei. Hauptmann Latek gewann dank seiner Erfahrung als Offizier der UPDA rasch an Einfluss in der LRA und schaffte es, Kony und die Militärleitung, zu der auch Vincent Otti gehörte, davon zu überzeugen, Guerilla-Taktiken anzuwenden und die bisherigen Verfahren zu ersetzen. Die neuen Taktiken, die Latek vorschlug, bestanden in erster Linie aus Überraschungsangriffen gegen zivile Ziele wie Dörfer, Kirchen oder Schulen. Diese Angriffe wurden von hoch mobilen Gruppen von 15 bis 20 LRA-Kämpfern durchgeführt, die sich nach dem Angriff in kleineren Gruppen von 3 bis 6 Mann zerstreuten, um die Verfolger der NRA abzuschütteln. Die LRA führte auch gelegentlich Angriffe in größerem Maßstab durch, zum Teil auch gegen Kasernen oder militärische Stützpunkte, um die Moral der feindlichen NRA-Truppen im Acholiland zu untergraben und zugleich auch die Koordination unter den feindlichen Truppen zu unterbrechen. Deswegen zerschnitten die LRA-Kämpfer oft auch Telefon- und Telegrafenleitungen, rissen Radiomasten herunter und versuchten, die Infrastruktur des Landes durch Sabotierung der Straßen und Eisenbahnlinien im Norden zu schwächen. Im Oktober 1988 führte der Tod von Oberst Otunu Lukonyomoi während eines NRA-Angriffes dazu, dass sich eine große Zahl LRA-Kämpfer den feindlichen Regierungstruppen ergab und somit die militärische Stärke der LRA stark schwächte.
Mitte 1988 gründete Präsident Museveni den Posten des Staatsminister für die Befriedung von Nord-Uganda mit Sitz in Gulu, um die Kämpfe im Acholiland zu beenden. Der Posten wurde Betty Bigombe Oyella zugewiesen, einer Acholi. Zu ihren wichtigsten Aufgaben gehörte es, die LRA-Truppen zu überzeugen, ihren Kampf aufzugeben und sich den NRA-Truppen zu ergeben, um zu ihren Familien im Acholiland zurückzukehren. Trotz dieser Versuche fügte die LRA den Regierungstruppen Ende 1988 mehrere schwere Niederlagen zu, wobei etwa 200 NRA-Soldaten ums Leben kamen. Die LRA-Truppen konnten dann bis 1991 weiterhin kleineren Guerilla-Operationen durchführen, indem sie verschiedene Dörfer angriffen, um die örtliche Bevölkerung auszurauben und Nahrung für die Kämpfer zu besorgen. Nach diesen Überfallen wurde die Beute von gefangengenommenen Dorfbewohnern zu den LRA-Treffpunkten gebracht, wo der Transport dann durch weitere LRA-Soldaten fortgeführt wurde, während die Einheimischen wieder freigelassen wurden. Das brutale Verhalten einiger NRA-Einheiten und die ethnische Feindschaft der Acholi gegen die zumeist anderen Gruppen angehörenden Regierungssoldaten half der LRA eine gewisse, wenn auch passive Unterstützung bei der Bevölkerung einiger Siedlungen zu gewinnen.

### Die Operation Nord 1991–1992
Im März 1991 begann die „Operation Nord“ der Regierung mit dem Ziel, die LRA zu zerstören. In Vorbereitung auf Operationen gegen den Aufstand wurden der gesamte Norden geschlossen und alle humanitären Organisationen zwangsweise evakuiert. Operation Nord kombinierte Zerstörungen durch die Kampfeinheiten mit der Unterbindung einer Unterstützung der lokalen Bevölkerung durch willkürliche Festnahmen, Folter und Hinrichtungen.
Obwohl dies teilweise durch die schädlichen Auswirkungen der LRA begründet war, spielte die Genehmigung eines Darlehens für den Wiederaufbau der Infrastruktur im Norden von der Weltbank Mai 1992 auch eine Rolle, die ein sicheres Umfeld benötigte.
In Unterstützung der Operation Nord schuf Ministerin Bigombe die „Arrow Groups“, eine Streitmacht lokaler Gemeinschaften, meist mit Pfeil und Bogen bewaffnet. Sie wurden schnell von den Truppen der LRA mit modernen Waffen besiegt. Dennoch störte Kony die Schaffung der „Arrow Groups“, denn er fürchtete, seine Unterstützung vor Ort könne schwinden. Im Gegenzug begann die LRA, die vielen Acholi, die sie als Unterstützung der Regierung sahen, zu verstümmeln, indem sie ihnen die Hände, Nase und Ohren abschnitt, die Lippen zusammennähte oder einfach mit Macheten in Stücke schlug. Kony gerechtfertigte dann diese Taten: „Wenn Sie Pfeile schießen und wir die Hand abschneiden, die Sie verwendet haben, ist wer verantwortlich? Sie verraten uns mit dem Mund, und wir schneiden ihnen die Lippen ab. Wer ist verantwortlich? Sie! Die Bibel sagt, dass, wenn ihre Hand, ihr Auge oder ihr Mund einen Fehler macht, sie abgeschnitten werden müssen.“
Auch wenn die militärischen Versuche der Regierung fehlschlugen, begannen viele Acholi, sich wegen des Handelns der LRA und trotz ihres tiefen Grolls gegen die Regierung, von den Aufständischen abzuwenden.

### Die Gespräche von Bigombe 1993–1994

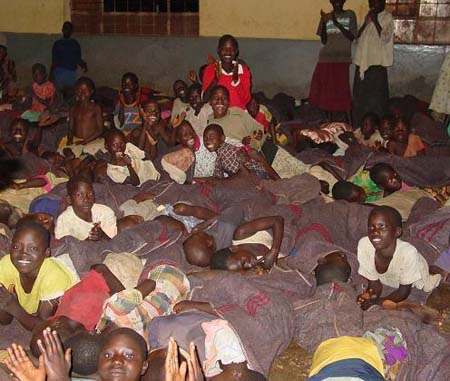
„Migranten der Nacht“

Zu jener Zeit begann die Bewegung der „Migranten der Nacht“: Um nicht von der LRA entführt zu werden, waren bis zu 40.000 Kinder jede Nacht auf der Flucht aus ihren Dörfern, um Zuflucht in der relativen Sicherheit der Städte zu erlangen. Sie schliefen in Krankenhäusern, Kirchen, Busstationen und anderen Schutzräumen, um in der Morgendämmerung wieder zurückzukehren.
Nach dem Scheitern der Operation Nord ergriff Ministerin Bigombe im Juni 1993 die Initiative und kontaktierte Kony durch einen Anhänger der LRA. Dies führte zu den vielversprechendsten diplomatischen Bemühungen der ersten 18 Jahre des Konflikts. Nach der Antwort Konys, er sei bereit zu diskutieren, informierte Bigombe die Armee und Präsident Museveni, die die Fortsetzung der Verhandlungen genehmigten, aber gleichzeitig sagten, die militärischen Operationen würden weiter gehen. Im November 1993 fand in Pagik im Distrikt Gulu während einer Feuerpause die erste Begegnung zwischen Vertretern der LRA und der Regierung statt. Bigombe vertrat die Regierung und kam mit mehreren prominenten Acholi und dem Kommandeur der 4. Division, Oberst Samuel Wasswa, der Leiter der militärischen Operationen im Norden war, während die LRA Kony nahestehende Mitglieder schickte. Die LRA forderte eine Generalamnestie für ihre Kämpfer und sagte, sie werde nicht aufgeben, aber sei bereit, „nach Hause zu gehen“. Bigombe versicherte der LRA, sie nicht als Besiegte zu behandeln, und Wasswa akzeptierte eine Verlängerung des Waffenstillstands, um weitere Verhandlungen zu ermöglichen.
Dennoch vermuteten einflussreiche Offiziere der NRA, die Regierung gebe den Forderungen der Rebellen nach. Der Premierminister als Vorgesetzter Bigombes weigerte sich, den Friedensprozess öffentlich zu unterstützen, möglicherweise auch wegen Spannungen darüber, wem das Verdienst des Friedensabkommens denn zustünde.
Bei einem zweiten Treffen am 10. Januar 1994 hielt Kony selbst eine vierstündige Rede, in der er die Acholi beschuldigte, verantwortlich für einen Krieg zu sein, für den alle ihn verantwortlich machten, und der sich jetzt mit schrecklichen Folgen gegen sie wende. In einer privaten Diskussion mit Bigombe verlangte Kony sechs Monate, um seine Truppen umzugruppieren.

### Scheitern der Verhandlungen in Bigombe (Februar 1994)
Dieses Verlangen wurde als übermäßig angesehen. Es wurde später offenbart, dass die Militärs erfahren hatten, dass Kony gleichzeitig mit der sudanesischen Regierung verhandelte, und sie dachten, dass Kony einfach nur versuchte, Zeit zu gewinnen. Dennoch hatte der Anblick von LRA-Kämpfern, die frei und in Frieden reisten, unter den Acholi die Hoffnung erweckt, eine Einigung stünde bevor. Doch Anfang Februar wurde der Ton der Diskussionen erbitterter: die LRA-Unterhändler fühlten sich von den Offizieren der NRA verachtet, die sie im Gegensatz zu den Bedingungen der ersten Sitzungen, als Verlierer behandelten. Beleidigungen wurden gewechselt. Darüber hinaus fühlte sich Bigombe gefangen zwischen ihrer Rolle als Vertreterin der Regierung und Chefunterhändlerin, und dachte, nicht mehr die Unterstützung ihrer Vorgesetzten zu haben. Bei einem Treffen am 2. Februar setzte die LRA die Gespräche aus und erklärte, sie habe das Gefühl, die NRA stelle ihr eine Falle. Vier Tage später, auf einer Kundgebung in Gulu, sagte Präsident Museveni der Menge, dass er der LRA ein Ultimatum von 7 Tagen gebe, sich zu ergeben, oder die Regierung nehme ihre Militäroffensive wieder auf.
Was auch immer die Ziele der LRA bei den Verhandlungen gewesen waren, das Ultimatum setzte den Gesprächen Bigombes ein Ende.

## Intensivierung und Internationalisierung des Konflikts 1994–2002

### Involvierung des Sudan 1994
Zwei Wochen nach dem Ultimatum Musevenis besagten Berichte, dass LRA-Kämpfer die nördliche Grenze überschritten und sich mit Zustimmung der Regierung von Khartum im Südsudan niedergelassen hatten.
Die Hilfe des Sudans war eine Reaktion auf die ugandische Unterstützung der Rebellen der Sudanesischen Volksbefreiungsarmee (Sudan People Liberation Army – SPLA), die einen Kampf für die Unabhängigkeit im Süden des Landes führte. Vor dieser Unterstützung konnte die LRA noch als ein nur eine periphere Region des Landes betreffendes kleines Ärgernis gesehen werden, danach stellte die LRA den bewaffneten Flügel des Regimes in Khartum in der Region dar. Die sudanesische Unterstützung erlaubte es der LRA, die Intensität ihrer Aktivität zu erhöhen. Der Sudan lieferte nicht nur Stützpunkte, von denen die LRA ihre Operationen starten konnte, sondern auch große Mengen Waffen, Munition, Landminen und Ausrüstung. Im Gegenzug sollte die LRA die SPLA bekämpfen und regelmäßig an gemeinsamen Operationen mit der sudanesischen Armee teilnehmen. Die umfangreiche Verwendung dieser Stellvertreter-Angriffe führte Uganda und Sudan im Jahr 1995 an den Rand eines Krieges.

### Angriffe auf die Zivilbevölkerung 1994–1995
Ein weiterer bemerkenswerter Wandel fand in der Wahrnehmung des Konflikts durch die LRA statt. Weil er überzeugt war, dass die Acholi ihn verraten hatten, indem sie mit der Regierung in Kampala zusammenarbeiteten, begann Kony, seine Militärs verstärkt gegen Zivilisten einzusetzen. Die bereits bei Gründung der „Arrow Groups“ verwendeten Verstümmelungen wurden häufiger, 1994 gab es die ersten Massenentführungen von Kindern und Jugendlichen. Andere kleinere Rebellen-Gruppen, wie das West Nile Bank-Front, übernahmen die Taktiken der Überfälle und Entführungen von der LRA. Diese Strategie der Zwangsrekrutierung wurde durch einen Mangel an Freiwilligen verursacht. Die moralische Rechtfertigung war, dass die erwachsenen Acholi ihre Doppelzüngigkeit in der Vergangenheit unter Beweis gestellt hatten, die LRA das Land von ihrer Brut säubern und eine neue Gesellschaft mit den Kindern schaffen musste. Dieser philosophische Ansatz, der zuvor von den Roten Khmer in Kambodscha verwendet worden war, ist als Völkerselbstmord bezeichnet worden.
Die Angriffe auf Zivilisten hatten mindestens drei strategische Ziele:
- erstens, jede Informationsquelle über die Bewegungen der LRA abzuschneiden, indem sie die ländlichen Bevölkerungen zur Flucht zwang.
- zweitens, die Plünderung verlassener Dörfer zu fördern.[13]
- drittens, und eigenartigerweise, der Bevölkerung zu zeigen, dass die Regierung ihre Sicherheit nicht gewährleisten konnte oder wollte, und sie zu ermutigen, die LRA zu unterstützen. Obwohl die fehlende Sicherheit sicherlich viele Acholi verbittert hatte, schlug sich dies nie in Unterstützung für die LRA, die sie angriff, nieder.[15]

Nach der Unterstützung durch den Sudan waren zahlreiche durch die Zahl der Opfer, ihre Identität oder die Umstände bemerkenswerte Vorfälle zu beklagen:
- Am 22. April 1995 wurde der Markt von Atiak im Norden des Distriktes Gulu angegriffen, und die örtliche Miliz (Local Defense Forces) wurde geschlagen. Im Laufe des darauffolgenden Tages wurden zwischen 170 und 220 Zivilisten ohne jeden Widerstand der ugandischen Armee ermordet.
- Am 8. März 1996, wurde ein Zivilkonvoi aus mehr als 20 Fahrzeugen und seiner Militäreskorte von 14 Soldaten, der auf der Strecke Karuma-Pakwach fuhr, in einen Hinterhalt gelockt. Zwischen 50 und 110 Zivilisten wurden getötet, nachdem die Eskorte überwältigt worden war. Einige wurden erschossen, andere waren getötet worden, nachdem sie verweigert hatten, die Busse zu verlassen, und Sprengstoff hineingeworfen worden war.
- Die LRA führte zwischen dem 13. und dem 14. Juli 1996 drei einzelne Angriffe auf ein Lager sudanesischer Flüchtlinge des UNHCR südlich von Kitgum durch. Etwa 100 Flüchtlinge wurden getötet.
- Bei den Massakern von Lokung/Palabek, die zwischen dem 7. und 12. Januar in den Unterbezirken Lokung und Palabek (nordöstlich von Kitgum) und um sie herum stattgefunden hatten, wurden bis zu 412 Zivilisten getötet. Es hatte keinen Widerstand gegeben, und die Mehrheit der Opfer war erschlagen oder in Stücke geschnitten worden.
- Der bekannteste Angriff in diesem Zeitraum waren die Entführungen aus dem St Mary College in Aboke im Distrikt Apac im Norden am 10. Oktober 1996. Bis 2 Uhr früh griffen über 200 bewaffnete Rebellen die weiterführende Schule an, kidnappten 139 Schülerinnen zwischen 13 und 16 Jahren und verließen die Räumlichkeiten um 5 Uhr. Um 7 Uhr verfolgte die stellvertretende Direktorin, Schwester Rachel Fassera, die Rebellen. Ihr gelang es, die Befreiung von 109 der Mädchen zu verhandeln. Von den 30 verbleibenden Mädchen starben 5 in Gefangenschaft. 2006 war es den anderen bis auf zwei gelungen zu fliehen.

Während dieses Zeitraums war die Position der Regierungskräfte ebenfalls Kontroversen ausgesetzt:
- Am 31. August 1995 waren 13 Zivilisten, von denen einige auf dem Rücken zusammengebundene Hände hatten, bei einem Angriff der Armee auf eine Kolonne der LRA bei Lokung (nordwestlich von Kitgum) getötet worden. Sechzehn Kämpfer der LRA waren ebenfalls getötet worden. Kritiker warfen der Regierung mangelnde Rücksicht auf die Entführten vor. Die Regierung erwiderte, dass die zivilen Opfer unbeabsichtigt gewesen seien.
- Am 16. August 1996, wurden vier Personen, die verdächtigt wurden, zur LRA zu gehören und von der Regierung festgehalten wurden, in Anwesenheit von Offizieren der 4. Division der Menschenmenge, die sie lynchte, ausgeliefert.
- Der Tod von Okot Ogony aus Cwero (östlicher Teil der Provinz Gulu), dem Präsidenten der Friedenskommission des Acholi-Häuptlingsrates, und von Olanya Lacony, eines geachteten Weisen aus Kac-Goma (südwestlicher Teil der Provinz Gulu), bleibt ein Geheimnis. Obwohl diese Mitglieder einer örtlichen Initiative, die mit Zustimmung des ugandischen Präsidenten und einer Einladung der LRA wieder Friedensverhandlungen beginnen sollte, waren, wurden sie am 8. Juni 1996 unter ungeklärten Umständen bei Cwero ermordet. Einige beschuldigten die LRA, während andere von der LRA bestochene Offiziere vermuteten.

### Schaffung „geschützter Dörfer“ 1996

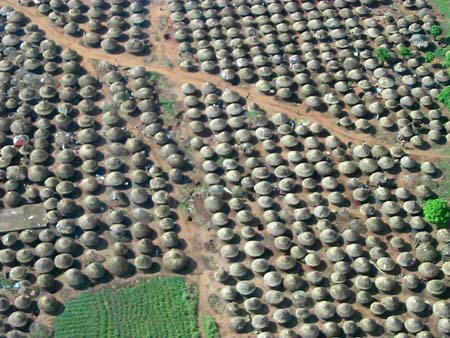
Lager Verschleppter in Kitgum

Die Schaffung „geschützter Dörfer“, die 1996 begann, trug dazu bei, die Kluft zwischen der Regierung und der Acholi-Bevölkerung zu vergrößern. Obwohl bereits ein Großteil der Bevölkerung innerhalb des Landes verschleppt worden war, wehrten sie sich dagegen, in Lager gepfercht zu werden. In der Tat sind Strategien für eine Neuansiedlung oder Verdorfung, eine übliche Technik der Aufstandsbekämpfung, vor allem von den Vereinigten Staaten verwendet in den Indianerkriegen worden, um die Indianer in den Reservaten zu isolieren. Das Ziel war es, Truppen zu entlasten, die sonst unzählige kleine Gemeinden hätten schützen müssen, um den Rebellen den Zugang zu Ressourcen abzuschneiden. Allerdings wurde die Bevölkerung weiterhin durch die LRA auch innerhalb der „geschützten Dörfer“ angegriffen, die zudem überfüllt, elend und ungesund waren.

### Friedenskultur und graduelle Abnahme der Kämpfe 1997–2002
Das Blutbad der Jahre 1995 und 1996 scheint die Menschen überzeugt zu haben, dass eine ausgehandelte Lösung die einzig akzeptable Lösung war. Dieses Phänomen ist als die Entstehung einer Kultur des Friedens beschrieben worden. In der Tat wurde, weil die meisten LRA-Kämpfer entführte Kinder waren, eine militärische Lösung von einer Mehrheit der Acholi als ein Massaker von Opfern betrachtet. Die Bemühungen der Regierung, die Rebellen zu vernichten, sind eine Ursache von Gram für die Acholi geworden. Das moralische Paradox der Situation, in der die jungen entführten Rebellen Opfer und Täter waren, ist wesentlich für das Verständnis des Konflikts. In der Zwischenzeit, im Jahre 1997, hatte die den Sudan regierende National Islamic Front wegen der Machtübernahme des neuen Präsidenten Omar al-Bashir, der sicherstellte, dass der Erdölexport aus neuen Ölfeldern der Kontrolle der SPLA entrissen würde, begonnen, ihre harte Linie aufzugeben. Der Druck der amerikanischen Regierung hatte sich verstärkt, insbesondere nach den Terroranschlägen auf die Botschaften in Daressalam und Nairobi, begangen von al-Qaida-Agenten, die mit dem Sudan in Verbindung standen. In jenen Jahren verringerte Chartum seine Unterstützung der LRA in beträchtlichem Maße.

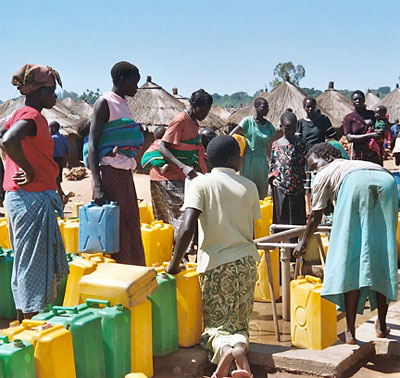
Lager Labuje, Kitgum

1999 verhandelte das Carter-Center das Abkommen von Nairobi zwischen Uganda und dem Sudan, was ihnen erlaubte, 2001 die diplomatischen Beziehungen wiederaufzunehmen.
2000 hat das ugandische Parlament ein Amnestiegesetz beschlossen, das vorsah, den Rebellen, die sich der Amnestiekommission stellten und die Gewalt aufgaben, zu verzeihen. Auch wenn das Gesetz nicht dem Aufstand der LRA ein Ende setzte, war es effektiv in anderen Teilen des Landes, wo Aufstände waren.
Das plötzliche Auftreten von Einheiten der LRA im Juni 2001, die örtliche Behörden kontaktierten, um die Möglichkeiten des Dialogs zu besprechen, setzte eine Welle von Spekulationen über die Erschöpfung der Truppen der LRA in Umlauf. Die NRA, die in Volks-Verteidigungs-Kraft Uganda (Uganda People’s Defense Force - UPDF) umbenannt wurde, schuf eine entmilitarisierte Zone für Gespräche mit der impliziten Zustimmung von Präsident Museveni. Die Diskussionen waren vorläufig, und die LRA-Einheiten kehrten schließlich in den Sudan zurück. Jedoch dachten die Analytiker, sie hätten auf Betreiben von Kony begonnen, und stellten die besten diplomatischen Fortschritte seit dem Scheitern der Gespräche im Jahr 1994 mit Bigombe dar.
Nach den Terroranschlägen am 11. September 2001 veränderten sich die Beziehungen des Sudan und Ugandas rapide. Die sudanesische Regierung war bestrebt, jeden Vorwurf, bin Laden in den 1990er Jahren Asyl geboten zu haben, zu vermeiden, und einigte sich, nach Einschluss der LRA auf die Liste der terroristischen Organisationen durch das Außenministerium der Vereinigten Staaten am 5. Dezember 2001, die Bereitstellung von Hilfe an die LRA zu stoppen.
Die grenzüberschreitende Spannungen klangen zusammen mit der Kürzung der Beihilfe an die Rebellen auf beiden Seiten ab. Die LRA selbst ließ sich in ihren sudanesischen Basen nieder und überschritt die Grenze nur sporadisch. Einige der Hunderttausenden Vertriebene begannen, nach Hause zurückzukehren, die Zahl der Binnenvertriebenen ging auf etwa eine halbe Million Menschen zurück, und man fing an, offen über die Schließung des „geschützten Dörfer“ zu reden.

## Der Aufstand entzündet sich (März 2002-September 2005)

### Die OperationIron Fist(März 2002–2003)

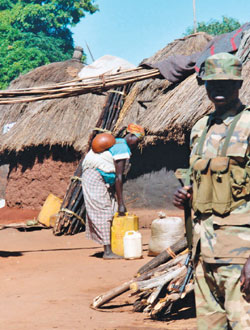
Soldat im Binnenvertriebenenlager Labuje, Kitgum

Im März 2002 startete die UPDF eine größere Militäroffensive, Operation Iron Fist („Operation eiserne Faust“) genannt, gegen die Basen der LRA im Südsudan. Die Regierung in Khartum hatte das Betreten ihres Territoriums durch ugandische Truppen lediglich südlich einer roten Linie, bestehend aus der Straße von Juba nach Torit, genehmigt. Diese Erlaubnis war Teil der Bemühungen des Sudan, seine neuen Ambitionen als engagiertes Mitglied der internationalen Gemeinschaft zu zeigen. Diese Vereinbarung, die mit der Rückkehr der ugandischen Truppen, die während des Zweiten Kongo-Kriegs in der Demokratischen Republik Kongo gewesen waren, gekoppelt war, was für die ugandische Regierung darauf hindeutete, dass die Situation ideal sei, einem Konflikt, der eine nationale Schande und eine politische Gefahr geworden war, ein Ende zu setzen.
Dieser Versuch, den Konflikt zu beenden, scheiterte dramatisch. Nach Monaten der Ungewissheit begannen Kräfte der LRA wieder, die Grenze zu überschreiten und Angriffe mit einem den Jahren 1995–1996 entsprechenden Ausmaß der Brutalität zu starten. Die LRA begann, in Bereichen außerhalb des Acholilandes aktiv zu sein, offenbar auf der Suche nach Unterstützung. Doch erweiterte die LRA ihre militärischen Operationen angesichts des Widerstandes der Bevölkerung, was Leid und Umsiedlung der Bevölkerung in Bereichen, die zuvor durch die Rebellion unberührt gewesen waren, mit sich brachte. Einer der ersten Angriffe fand im August gegen das Flüchtlingslager Achol-pi im Zentrum des Distriktes Pader statt. Die 24.000 sudanesischen Flüchtlinge wurden in andere Standorte transferiert, und das Lager wurde aufgegeben. Das Scheitern der „Operation Iron Fist“ ist zum Teil auf große Bestände an Waffen, die die LRA angesammelt hatte, als sie von der sudanesischen Regierung unterstützt worden war, zurückzuführen. Darüber hinaus gelang es der ugandischen Armee auch nicht, alle Basen der LRA im Sudan zu zerstören, was zu einem Konflikt niedriger Intensität, der große Teile des Südsudan und des Nordens Ugandas betraf, führte. Berichte besagten auch, dass ein Teil der sudanesischen Regierung weiterhin die LRA unterstützte. Diese Elemente widersprachen den Erwartungen einer Isolation der LRA und ihrer unmittelbaren Vernichtung.
Der damalige Chef der UPDF, Generalmajor James Kazini, schätzte die Stärke der LRA auf 1.500 Personen im Mai 2002. Der Sprecher des UPDF, Major Shaban Bantariza, schätzte sie auf 900 Kämpfer Mitte 2003. Diese Zahlen sind nicht unbedingt widersprüchlich, wenn die erstere die nicht-Kämpfenden wie die entführten „Ehefrauen“ und die Kleinkinder mitzählt. Jedoch gab ein Bericht von Human Rights Watch aus dem 2003 eine Zahl von 4500 an. Das Internationale Institut für Strategische Studien, (IISS), erwähnte in seinem Bericht 2002–2003, eine Zahl von 1500 Kämpfern, und gab an, dass sich 200 in Uganda befunden hätten und der Rest im Sudan sei.

### Friedensbemühungen und die Schaffung von Milizen (Anfang 2003)
Im Frühjahr 2003 wurden mehrere diplomatische Initiativen ohne Ergebnisse unternommen. Diese diplomatischen Versuche schlugen aufgrund der Unfähigkeit der LRA, ein Programm festzulegen und glaubhafte Zeit zu verhandeln, fehl. Außerdem zeigte die ugandische Regierung eine Präferenz für einen Abbruch der Diplomatie zugunsten militärischer Lösungen. Die Regierung, die sich an ähnliche Verhandlungen der LRA mit Bigombe und dem Sudan 1994 erinnerte, handelte, als ob die Angebote der LRA nichts als Versuche, Zeit zu gewinnen gewesen seien und die LRA glaubte, nachdem sie mehrmals in Waffenstillstandszonen attackiert worden war, nicht mehr an die Aufrichtigkeit der Regierung. Die UPDF behauptete, Lehren aus der Vergangenheit gezogen zu haben und sich sicher zu sein, den Aufstand niederzuschlagen. Da diese Aussagen schon in der Vergangenheit gemacht worden waren, äußerten viele Beobachter Zweifel.
Die ugandische Armee hatte kämpfen müssen, viele Städte und Dörfer gegen die LRA zu verteidigen. Die Regierung förderte und bewaffnete die Milizen in den betroffenen Distrikten gegen die LRA. Auch wenn die Milizen oft „Arrow Groups“ und „Rhino Groups“ genannt wurden, hatte die Regierung aus dem Fiasko der Arrow Gruppen in den 1990er Jahren gelernt und entschied sich, die Miliz mit Sturmgewehren zu bewaffnen. Einige Beobachter äußerten Befürchtungen, dass die Verbreitung von noch mehr Waffen im Norden Ugandas dazu führe, in der Zukunft noch mehr Probleme zu schaffen.

### Involvierung internationaler Organisationen (ab Ende 2003)

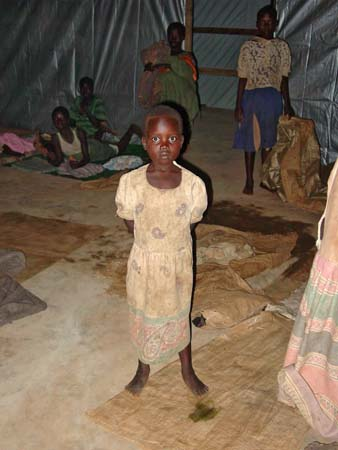
„Nachtwanderer“

Bei einem Besuch Ugandas im November 2003 erklärte der mit humanitären Angelegenheiten betraute stellvertretende UN-Generalsekretär Jan Egeland: „Ich kenne keinen anderen Ort auf der Erde, der im selben Ausmaß wie Uganda in einer Notlage steckt und so wenig internationale Aufmerksamkeit bekommt.“ Im April 2004 verurteilte der Sicherheitsrat der Vereinten Nationen die von der LRA begangenen Gräueltaten und äußerte Bedenken über das Schicksal der verschleppten Kinder.
Im Dezember 2003 schickte der ugandische Präsident die Akte der LRA an den Internationalen Strafgerichtshof (IStGH) um festzustellen, ob die LRA internationaler Kriegsverbrechen schuldig war. Der Chefankläger des IStGH, Luis Moreno Ocampo eröffnete die Untersuchung im Januar 2004. Ugandische lokale Gruppen kritisierten diese Entwicklung, da eine Verurteilung Joseph Konys und seiner Stellvertreter jede Verhandlungslösung des Konflikts verhindern würde. Im November 2004 wurde berichtet, dass Präsident Museveni die Möglichkeit erwog, seine Klage beim IStGH, die als ein Hindernis für die Bemühungen um Friedensverhandlungen zu sehen war, zurückzuziehen. Amnesty International verurteilte diese Absicht.

### Scheitern der Gespräche (15. bis 31. Dezember 2004)

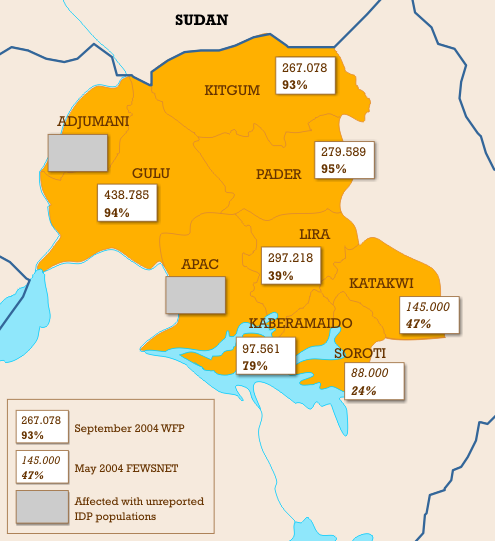
Zahl der Verschleppten und Prozentsatz der Verschleppten an der Gesamtbevölkerung (Ziffern von 2004)

Am 21. Februar 2004 massakrierte die LRA mehr als 200 Zivilisten in einem Verschlepptenlager in Barlonyo, nahe der Stadt Lira. Demonstrationen und Ausschreitungen fanden in Lira am 25. Februar 2004 aus Protest gegen das Versagen der Regierung beim Schutz der Zivilbevölkerung statt. Die Unruhen verursachten mindestens neun Tode. Die Gewalt wurde teilweise durch Animositäten zwischen den Acholi und den Langi verursacht, die sie für den Konflikt mit der LRA verantwortlich machten. Ab Mitte 2004 verringerte sich die Rebellenaktivität wegen des starken militärischen Drucks. Eine beträchtliche Anzahl von Rebellen profitierte vom Amnestiegesetz der Regierung. Am 15. November 2004 erklärte die Regierung einen einseitigen Waffenstillstand, der verlängert wurde. Während dieses Waffenstillstands sammelte sich eine erhebliche Anzahl von Rebellen in den Regierungszonen, um die Vorschläge der Regierung vom August 2002, in denen Präsident Museveni angeboten hatte, mit der LRA zu sprechen und die militärischen Operationen unter bestimmten Bedingungen einzustellen, um eine friedliche Lösung des Konflikts vorzubereiten, zu diskutieren. Diese Initiative war gestartet worden, nachdem eine Reihe LRA-Kommandeure die Regierung oder Dritte kontaktiert und ihren Wunsch ausgedrückt hatte, den Konflikt zu beenden. Der Kommandant der LRA, Sam Kolo, sagte, von Joseph Kony den Auftrag bekommen zu haben, im Namen der Aufständischen zu verhandeln.
Mitte Dezember 2004 wurden Zivilisten durch LRA-Gruppen in der Nähe der sudanesischen Stadt Juba getötet. Diese Rebellen hatten angeblich bei der Regierungsoffensive Kontakt mit ihren Vorgesetzten verloren. Die ugandische Regierung berichtete auch, eine von Kony angeführte Kraft jenseits des Bereichs des Waffenstillstands angegriffen haben. Sam Kolo sagte, dass weitere Anschläge die Einrichtung einer vertrauensvollen Beziehung, in der die Gespräche vorankämen, komplizierten. Am 31. Dezember lief die Waffenruhe von 47 Tagen ohne Einigung aus.

### Konflikt und Verhandlungen (1. Januar bis 3. Februar 2005)

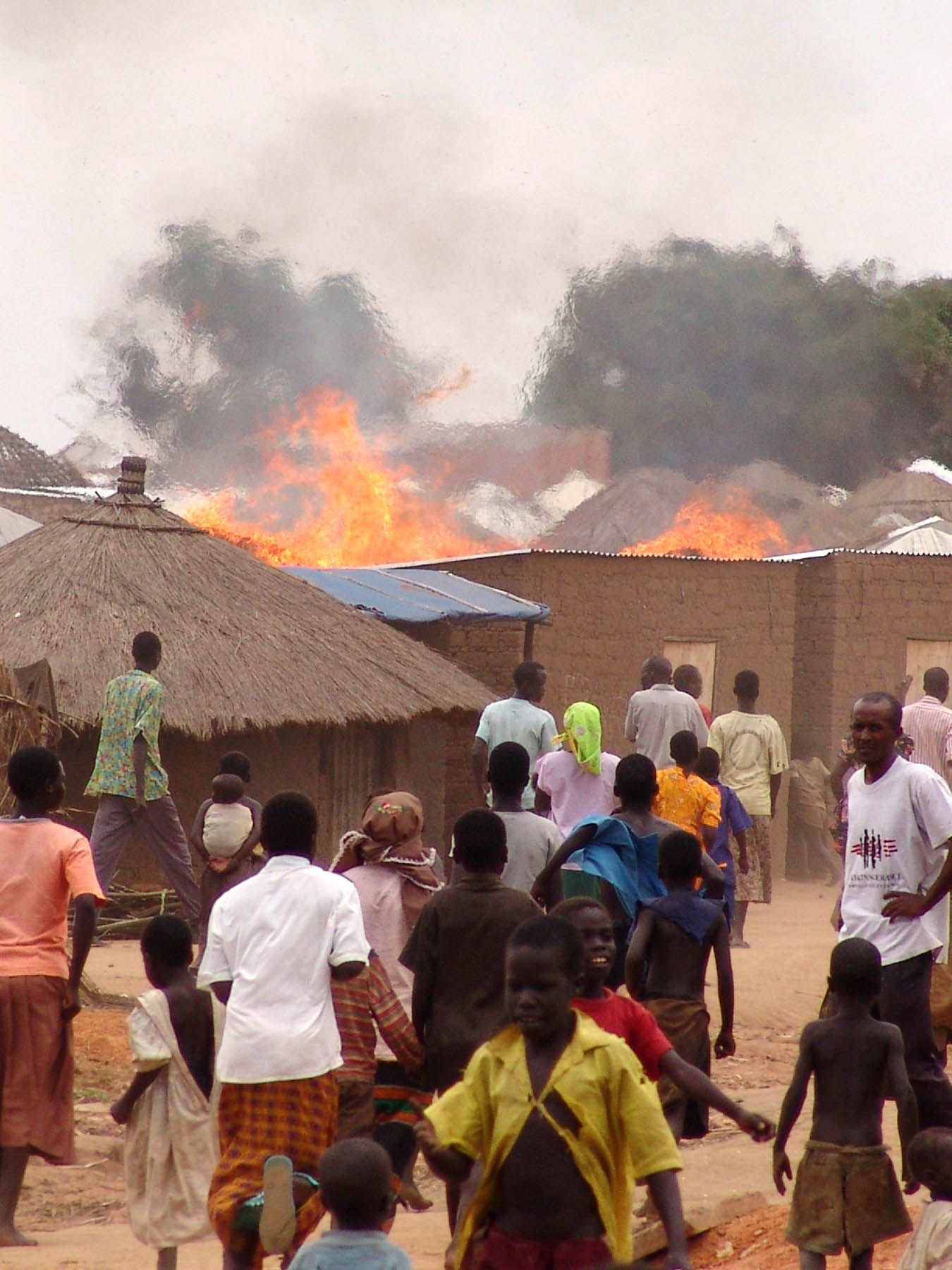
Brand im Lager Parabongo, 2005

Am 1. Januar 2005 nahmen die Rebellen ihre Kämpfe in Alero im Distrikt Gulu wieder auf. Präsident Museveni erklärte, dass die militärischen Operationen „nie aufhören würde, bis die Gruppe Konys sich nicht irreversibel verpflichtet, den Busch zu verlassen“ und dass „nur eine Kombination von militärischen Optionen und Dialog den Frieden in Norduganda bringen könne“. Am 19. Januar nahm Médecins sans Frontières den Konflikt in Uganda in die Liste der 10 2004 am stärksten vernachlässigten humanitären Zusammenhänge auf.
Die Unterzeichnung eines zwischen der Regierung in Khartum und der SPLA unterzeichneten Friedensvertrags, die den zweiten sudanesischen Bürgerkrieg beendete, ließ hoffen, dass eine bessere Stabilität des Sudan helfen könnte, dem Aufstand der LRA ein Ende zu setzen. Ende Januar versprach John Garang, der Chef der SPLA, dass er die LRA nicht vom Süden des Sudan operieren lasse, sobald er die Kontrolle der Region innehabe. Auch wenn Garang einige Monate später in einem Helikopterunfall sterben sollte, beeinträchtigte dies nicht die Zusammenarbeit zwischen Uganda und der SPLA.
Im gesamten Januar 2005 wurden die Diskussionen in Gulu, vermittelt durch Betty Bigombe, an denen die LRA-Kommandanten Vincent Otti und Sam Kolo im Auftrag von Joseph Kony teilnahmen, fortgesetzt. Allerdings blieb die genaue Meinung Konys unklar. Wie es ein Analytiker der International Crisis Group sagte: „Er vergleicht sich mit Mose, und wie Mose glaubt er nicht, dass er das Gelobte Land erreichen werde, was eine sehr gefährliche Unklarheit über sein Engagement im Friedensprozess hinterlässt“.
Im Januar 2005 verwüstete eine Serie von Bränden mehrere überfüllte Flüchtlingslager, insbesondere:
- Am 21. Januar 2005 tötete ein Feuer im von 26.000 Einwohnern bewohnten Lager Agweng im Norden des Bezirks Lira sechs Menschen und machte ungefähr Zehntausend obdachlos.
- Am darauffolgenden Tag wurden 278 Häuser im Lager Abok im Distrikt Apac angezündet.
- Am 23. Januar 2005, berührte ein Brand sechs von sieben Bereichen des Lagers Acet im Distrikt Gulu, dem drei Menschen zum Opfer fielen und 4000 Hütten in Flammen aufgingen, sodass 20 000 Menschen obdachlos wurden.

### Waffenstillstand und Ankündigungen des IStGH (Februar bis September 2005)
Am 3. Februar 2005 verkündete Präsident Museveni einen Waffenstillstand von 18 Tagen, womit er zu seiner Entscheidung, die militärischen Operationen fortzusetzen, zurückkam. Der Innenminister Ruhakana Rugunda sagte, dass „ein Waffenstillstand von 18 Tagen ein deutlicher Hinweis darauf, dass der Präsident und die Regierung darauf aus sind, diesen Krieg nach 18 Jahren auf friedliche Weise zu beenden, ist“. Die Chefvermittlerin, Betty Bigombe, sagte am 7. Februar „der Waffenstillstand wird eingehalten und der Friedensprozess ist im Gange.“ Dennoch wurde der Prozess durch die Kapitulation Sam Kolos, des LRA-Chefunterhändlers, Mitte Februar 2005, untergraben.
Ein Bericht des US-Außenministeriums vom 3. Februar gab an, dass während des Krieges bis zu 12.000 Menschen von den Rebellen getötet worden waren und 20.000 Kinder entführt worden waren. Dieser erste Versuch, Verluste aufgrund des Konflikts zu quantifizieren, enthielt keine Todesfälle durch Folgen des Konflikts wie Unterernährung und Seuchen. Das ugandische Militär bestreitet diese Zahlen. Die Regierung gab auch zu, ehemalige Geiseln der Rebellen rekrutiert zu haben, um sie auf das Schlachtfeld zurückkehren zu lassen. Die Armee erklärte, dass es rund 800 dieser ehemaligen Geiseln, darunter mehrere hundert Kinder unter 18 Jahren, gebe.
Im Februar 2005 gab der Internationale Strafgerichtshof bekannt, er habe 12 Haftbefehle gegen LRA-Mitglieder, die mutmaßlich Kriegsverbrechen begangen hatten, die erste Festnahme dieser Art seit seiner Gründung im Jahr 2002, ausgestellt. Der Chefankläger des Internationalen Strafgerichtshofs, Luis Moreno Ocampo sagte, er wolle den ersten Kriegsverbrecherprozess in Uganda bis Juli 2005 beginnen. Der Sprecher der ICC schließt die Möglichkeit der Verfolgung von Verantwortlichen des UPDF nicht aus, aber gab bekannt: „Die Verbrechen der LRA sind viel gravierender als die der UPDF.“
Nach einem Treffen mit lokalen Führerungspersönlichkeiten im Norden Ugandas, sagte Ocampo, er wolle den Erlass von Haftbefehlen zu verzögern, um die laufenden Verhandlungen nicht zu gefährden. Bigombe sagte, sie werde ihre Vermittlung abbrechen, wenn die Strafverfolgung durch den IStGH weiter ginge. In der ersten Hälfte des März 2005 startete die LRA als Reaktion auf Regierungserklärungen, die eine Niederlage der Aufständischen bekanntgaben, mindestens sechs Angriffe, bei denen 12 Zivilisten getötet und fast 50 entführt wurden. Dennoch wurden Kontakte mit den Rebellen, darunter Joseph Kony beibehalten.
Die Kritik der Konfliktbewältigung der Regierung durch die internationale Gemeinschaft nahm zu. Humanitäre Organisationen warfen Zweifel auf die Vorliebe der Regierung für militärische Lösungen und ihr Engagement für eine friedliche Lösung. Andere Beobachter beschuldigten die Regierung Museveni der Aufgabe des Nordens und der Konzentration ihrer Aufmerksamkeit auf die Entwicklung der Mitte und des Südens des Landes, da sich die Übernahme der Kontrolle des Nordens als zu schwierig erwies.
Im Mai 2005 meldete das World Food Programme (WFP), dass 1,4 Millionen Binnenvertriebene mit einer ernsten Nahrungsmittelknappheit konfrontiert seien, und prognostizierte einen Anstieg der Mortalität. Die vorherrschende Unsicherheit hinderte Menschen zu pflanzen, ihre Ländereien zu pflegen und behinderte die Verteilung der humanitären Hilfe.

### Expeditionen und Niederlassung der LRA in der Demokratischen Republik Kongo
Vierzig von Vincent Otti geführte Aufständische überquerten am 14. September 2005 den Weißen Nil und setzten Häuser bei Juba, auf dem Weg nach Yei, in Brand. Seit den Unruhen nach dem Tod von John Garang, hing Juba fast ausschließlich von auf der Straße von Yei transportierten Lebensmitteln ab. Die Gruppe setzte ihre Reise in den Westen fort und trat in die Provinz Orientale der DRK auf der Höhe des Nationalpark Garamba ein. Mindestens wurde die Westverschiebung zweier anderer Gruppen, davon eine wahrscheinlich von Kony angeführt, berichtet, die ihre historischen Hochburgen Nord-Uganda und Süd-Ost-Sudan verlassen hatten. Die UPDF behauptete, die Gewalt über ganz Nord-Uganda zu haben und dass ihre militärischen Fortschritte durch die Weigerung der sudanesischen Regierung, ihnen zu erlauben, die rote Linie Juba – Torit zu überqueren, vereitelt wurden. Inzwischen hat Human Rights Watch den Internationalen Strafgerichtshof aufgefordert, durch die UPDF im Norden Ugandas begangene Kriegsverbrechen zu untersuchen.
Am 25. September 2005 trafen sich Vertreter der Vereinten Nationen und der nationalen kongolesischen Armee im Nordosten des Landes mit einer wahrscheinlich von Vincent Otti angeführten Gruppe der LRA. Der General Paderi des kongolesischen Heers sagte der LRA, dass ihre Entwaffnung Vorbedingung jeder Diskussion sei. Vier Tage später sagte Museveni, dass wenn die kongolesischen Behörden die Kämpfer der LRA nicht entwaffnen wollten, die UPDF die Grenze überqueren würde, um sie zu verfolgen. So entstand ein diplomatischer Streit zwischen den beiden Ländern, die Armeen sammelten sich an der Grenze, während der kongolesische Botschafter bei der UNO die Implementierung eines Embargos für Uganda als Vergeltung forderte.

## Die Gespräche von Juba 2006–2008

### Vorbereitungen (Juni 2006)
Am 8. Juni 2006 traf eine Delegation der LRA in Juba im Südsudan ein, um Diskussionen mit der ugandischen Regierung unter Vermittlung des Südsudan und der Gemeinschaft Sant’Egidio vorzubereiten. Diese Diskussionen wurden akzeptiert, nachdem Kony ein Video verbreitet hatte, in welchem er abstritt, Gräueltaten begangen zu haben, und schien in Reaktion auf eine Ankündigung von Präsident Museveni ein Ende der Feindseligkeiten zu fordern, der versprochen hatte, die Sicherheit Konys zu garantieren, wenn vor Juli 2005 ein Friedensvertrag gefunden worden wäre und versprach eine Amnestie, wenn er den „Terrorismus“ aufgäbe, zu sein. Diese Erklärungen wurden von Versuchen der ugandischen Regierung, die Anklagen des IStGHs fallen zu lassen, begleitet. Der IStGH, von Menschenrechtsorganisationen unterstützt, bestand auf der Verhaftung der LRA-Führer in Übereinstimmung mit dem Römischen Statut des Internationalen Strafgerichtshofs.
Joseph Kony gab Ende 2006 nach 20 Jahren Aufstand sein erstes Presseinterview, bei dem er die Vorwürfe von Gräueltaten verneinte, und machte Präsidenten Museveni für seine Unterdrückung des Acholi-Volkes verantwortlich. Jedoch lud Ende Juni 2006 die Regierung des Südsudan formell Uganda zu Friedensverhandlungen ein.
Der allgemeinere Zusammenhang dieser Verhandlungen blieb recht vage. Die Regierung des Südsudan unterstützte diese Diskussionen als Mittel, eine fremde Armee, die ihre bereits schwierigen Beziehungen mit der Zentralregierung in Khartum verkomplizierte, loszuwerden. Der Antrag der ugandischen Regierung beim IStGH, die Strafverfolgung gegen die Führung der LRA einzustellen, obwohl sie global von der internationalen Gemeinschaft verurteilt wurden, wurde von der Bevölkerung und den Verantwortungsträgern Nordugandas unterstützt und wurde als Mittel, die örtliche Unterstützung zu gewinnen, analysiert.

### Erste Verhandlungen und Waffenstillstand (Juli - September 2006)
Am 14. Juli 2006 begannen die Gespräche zwischen den Delegationen der ugandischen Regierung und der LRA, mit dem Vizepräsidenten des Südsudan Riek Machar als Chefunterhändler. Der Chef der ugandischen Delegation, Innenminister Ruhakana Rugunda erklärte, seine Priorität sei es, einen schnellen Waffenstillstand zu bekommen. Die Delegation der LRA, von Martin Ojul geleitet, präzisierte, dass ihre Teilnahme an den Verhandlungen nicht als Unfähigkeit, den Kampf fortzusetzen interpretiert werden sollte, aber betonte, dass ein Vertrag die beste Weise, den Konflikt zu beenden, sei.
Die Delegation der LRA wurde anfangs kritisiert, da sie mehrheitlich aus Acholi-Exilanten, statt aus Kämpfern bestand. Doch nach mehreren Verzögerungen kam Vincent Otti am 29. Juli an, am nächsten Tag gefolgt von Salim Saleh Kony, Sohn von Joseph Kony (und Namensvetter des Bruders von Museveni). Joseph Kony selbst traf am nächsten Tag lokale religiöse und politische Führungspersönlichkeiten aus Norduganda und dem Südsudan.
Am 4. August 2006 verkündete Vincent Otti von der LRA einen einseitigen Waffenstillstand und verlangte von der ugandischen Regierung das Gleiche zu tun, doch erklärte der Innenminister Ruhakan Rugunda, auf die Verifizierung seiner Anwendung vor Ort zu warten. Trotz des Todes im Kampf des Raska Lukwiya, eines vom IStGH gesuchten Offiziers der LRA am 12. August 2006 gingen die Diskussionen weiter. Präsident Museveni setzte den 12. September 2006 als Frist für den Abschluss eines Friedensvertrags. Ein Waffenstillstand, der die Sammlung der Rebellen in zwei Bereichen, die die ugandische Armee nicht anzugreifen versprach und deren Sicherheit die Regierung des Südsudan garantierte, vorsah, wurde am 26. August unterzeichnet. Sobald diese Manöver durchgeführt worden waren, wurden die Diskussionen weiter geführt. Obwohl bei Ablauf der Frist keine Einigung gefunden worden war, erklärte die Regierung, diese Frist zu verschieben, und wies der Vermittler, Machar, darauf hin, dass sich mehrere hundert Rebellen in den beiden in den Provinzen Eastern Equatoria und Western Equatoria vorgesehenen Bereichen versammelt hatten.
Zu jener Zeit hatte die ugandische Regierung begonnen, die allmähliche Rückkehr der zivilen Bevölkerungen auf ihren Boden zu unterstützen, indem sie Satellitenlager schuf, was gestattete, die hauptsächlichen Verschlepptenlager zu entlasten, ja sogar indem sie zu einer direkten Rückkehr in die südlichsten und am wenigsten betroffenen Regionen Teso und Lango aufriefen.
Nichtsdestoweniger wurden die Diskussionen weiterhin hinausgezögert, und am 23. September 2006 drohte die Delegation der LRA, die Verhandlungen zu verlassen, mit dem Argument, dass die UPDF den gesicherten Ort Owiny Ki-Bul (Eastern Equatoria) angegriffen habe, und verlangte eine Änderung der Zusammensetzung der ugandischen Delegation wie auch eine Annullierung der Haftbefehle des IStGH. Uganda wies die Angriffsanschuldigungen zurück. Jede Delegation traf sich am 25. September separat mit dem Vermittler Riek Machar.

### Aufschübe (Oktober 2006 - April 2007)

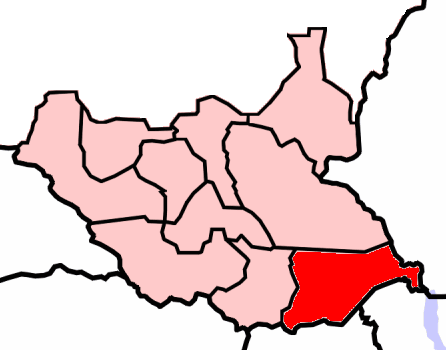
Provinz Eastern Equatoria, in welcher sich das Sammelcamp Owiny Ki-Bul befindet

Die Verhandlungen wurden Anfang Oktober unterbrochen, als ein Team der Verifizierung der Beendigung der Feindseligkeiten Owiny Ki-Bul besuchte. Das Team fand keine Spur von Kampf, aber die LRA hatte lediglich die vorgesehene Stelle verlassen. Das Team empfahl, dass sich die LRA in Owiny Ki-Bul sammele, und erklärte, dass die LRA nicht die Bedingungen des Vertrags eingehalten habe und eine feindliche Propaganda benutze, die l'UPDF nicht weit von der Stelle stationiert sei und die Vermittler den Aufständischen keinen bewaffneten Schutz böten. Am 11. Oktober 2006 schlug die LRA vor, dass Uganda föderalistische Struktur annehme, wodurch sie Kritik durch die Regierung auslöste.
Am 20. Oktober 2006 begab sich der ugandische Präsident Museveni nach Juba, um die LRA erstmals von Angesicht zu Angesicht („face-to-face“) zu treffen, um ins Wanken geratenden Gespräche wiederaufleben zu lassen. Der Präsident sprach die Rebellen aggressiv an und wies sie zurecht. Zusätzlich hatte das Massaker von Dutzenden Zivilisten, darunter Frauen und Kinder, bei Juba zwei Tage vorher eine eisige Stimmung verbreitet. Obwohl die Aggressoren nicht identifiziert worden waren, verdächtigten einige die LRA, für das Blutbad verantwortlich zu sein.
Jedoch einigten sich die beiden Parteien nach einem Stopp von einer Woche auf eine zweite Waffenruhe, die vom 1. November bis zum 1. Dezember dauerte, nachdem die vorherige Einigung praktisch im September ausgelaufen war. Es wurde vereinbart, dass die UPDF sich von Owiny Ki-Bul zurückziehe und somit eine Pufferzone lasse. Die LRA hatte eine Woche, um sich in Owiny Ki-Bul und 4 um sich in Ri-Kwangba (Western Equatoria) zu sammeln. Kony und Otti weigerten sich, in die Lager zu gehen, und nannten Ängste wegen der Strafmandate des IStGH. Das Abkommen sah außerdem vor, dass bis auf außergewöhnliche Umstände keine Nahrung an die LRA außerhalb der Lager geliefert werden sollte.
In der Hoffnung, die Verhandlungen voranzutreiben, traf der Vizegeneralsekretär für Humanitäre Angelegenheiten der Vereinten Nationen, Jan Egeland, am 12. November 2006 Kony und Otti.
Die LRA verkündete am 30. November, dass sie sich von den Diskussionen zurückziehe, und behauptete, dass die UPDF drei ihrer Kämpfer getötet habe, obwohl die Frist bis zum 1. Dezember lief, was die ugandische Armee bestritt. Zu der Zeit wurde der ehemalige Präsident Mosambiks, Joaquim Chissano, zum UN-Sonderbeauftragten für diesen Konflikt ernannt. Der Waffenstillstand wurde am 18. Dezember 2006 um zwei Monate verlängert.
Am 12. Januar 2007 erklärte die LRA, dass die jüngsten Kommentare Salva Kiirs und al-Baschirs klar bedeuteten, dass die LRA im Sudan nicht mehr willkommen sei und sich die Diskussionen in Kenia fortsetzen sollten. Dennoch gab die LRA am 14. März 2007 bekannt, an den Verhandlungstisch in Juba zurückkehren zu wollen.

### Wiederaufnahme (Mai 2007 bis April 2008)
Nachdem, den Forderungen der LRA folgend, Kenia, Südafrika und Mosambik akzeptiert hatten, sich den Diskussionen anzuschließen, fand vom 13.–14. April 2007 eine neue Reihe Diskussionen statt. Der Waffenstillstand wurde bis zum 30. Juni 2007 verlängert.
Dank den Bemühungen des UN-Sonderbeauftragten, Joaquim Chissano, wurden die Diskussionen im Mai 2007 fortgesetzt. Die Gespräche wurden erneut von der Regierung des Südsudan geschiedsrichtert, aber schlossen eine Unterstützung der Vereinten Nationen und eine logistische Unterstützung des Amtes für die Koordinierung humanitärer Angelegenheiten (Office for the Coordination of Humanitarian Affairs – OCHA) ein.
Am 29. Juni 2007 einigten sich die beiden Parteien auf die Modalitäten der Behandlung von Angelegenheiten der Gerechtigkeit und der Versöhnung: Die juristischen Verfahren und die traditionellen Versöhnungszeremionien seien zusammen anzuwenden. Die Regierung erklärte, die Befürchtungen des IStGH bezüglich der Straflosigkeit der für Kriegsverbrechen Verantwortlichen zu dämpfen und sie so zu überzeugen, dass die Verhaftung im Rahmen der vom IStGH eingeleiteten Strafverfolgungen nicht notwendig seien.
Im November 2007 begab sich eine Delegation der LRA nach Kampala, um erneut ihren Willen zur friedlichen Lösung des Konflikts zu bekräftigen. Sie begab sich ebenfalls in den Norden des Landes, um sich mit Opfern des Konflikts zu treffen und um Verzeihung zu bitten. Dennoch begannen Berichte im Oktober 2007, den Tod des Kommandanten Otti in unklaren Umständen eines Binnenkampfes mit Kony zu erwähnen. Sein erst im Januar 2008 bestätigter Tod war eine Bedrohung des Erfolgs der Friedensgespräche.
Am 20. Dezember 2007 drohte die ugandische Regierung, auf militärische Kraft zurückzugreifen, wenn die Diskussionen nicht vor dem 31. Januar 2008 abgeschlossen seien. Nichtsdestoweniger wurde die Frist nach Wiederaufnahme von Diskussionen auf den 29. Februar 2008 verschoben. Die Europäische Union und die Vereinigten Staaten schlossen sich den Verhandlungen als Beobachter an.
Am 3. Februar 2008 erlaubte ein Verhandlungsfortschritt bezüglich der Verantwortung und der Versöhnung eine Unterzeichnung eines Vertrags, die eine Verurteilung von Kriegsverbrechen durch eine spezielle Abteilung des Höchsten Gerichts Ugandas für den 19. Februar erlaubte, und umging so den IStGH und eines der letzten Hindernisse der Unterzeichnung eines Friedensvertrags.
Die Rebellen verließen erneut den Verhandlungstisch am 22. Februar 2008, nachdem ihnen der Zugang zu hohen Beamtenposten verweigert worden war. Nichtsdestoweniger unterzeichneten sie kurz darauf ein neues Abkommen, welches vorsah, dass ihre Bewerbungen für Staats- oder Militärposten berücksichtigt würden. Es war ebenfalls vorgesehen, dass ein dauerhafter Waffenstillstand in Kraft trete, sobald ein Friedensvertrag am 29. Februar 2008 unterzeichnet werde.
Zusätzliche Probleme traten am 28. Februar 2008 zu Tage: Die Rebellen verlangten eine Einstellung der Strafverfolgung durch den IStGH, während die ugandische Regierung auf ihrer vorherigen Entwaffnung bestand.
Trotz der Drohung der Strafverfolgung durch den IStGH, den Verhandlungen und den Klarstellungen dessen bezüglich einer ugandischen Lösung des Problems der Kriegsverbrechen, wurde es berichtet, dass Kony verfügt wurde, den Busch zu verlassen, um am 28. März 2008 den endgültigen Friedensvertrag zu unterzeichnen.
Nach mehreren Berichten der endgültigen Unterzeichnung am 3. April, dann am 5. April, und wieder am 10. April. Als dieses Datum gekommen war, schob es noch die Fälligkeit auf, indem es genauere Angaben über potentielle Verurteilungen und den Verlauf traditioneller Zeremonien verlangte und suspendierte schließlich die Verhandlungen, Täuschungen geltend machend und wechselte sein Verhandlungsteam aus. Der Friedensvertrag wurde nicht unterzeichnet.

### Scheitern (April–Juni 2008)
Die ugandische Regierung verkündete dann, dass sie nach Juba und Kampala zurückkehrte, die LRA habe den Vertrag gebrochen, und der Waffenstillstand werde nicht verlängert. Mehrere diplomatische Initiativen versuchten die Diskussionen wiederaufleben zu lassen, aber ohne Erfolg. Am 26. Mai 2008 stellte die ugandische Regierung besondere Kriegstribunale auf die Beine, um über die LRA zu befinden, in einem Versuch, den IStGH zu überzeugen, seine Strafverfolgung zurückzuziehen.

## Wiederaufflammen der Kämpfe
Seit April 2008 hatte die LRA begonnen, sich wiederzubewaffnen und Rekruten zu entführen. Die BBC schätzte, dass im Juni 2008 1000 neu entführte zu den 600 bisherigen Kämpfern der LRA hinzugefügt wurden. Im Juni 2008 standen sich die LRA und die südsudanesische Armee bei Kämpfen gegenüber. Am 5. Juni 2008 griff die LRA die SPLA im Lager Nabanga an, wobei 7 Militärpersonen, 14 Zivilpersonen und ein örtlicher Chef in einem nahe gelegenen Dorf getötet wurden, bevor sie es anzündete. Dennoch erklärte der Unterhändler der LRA, Matsanga, Chissano am 6. Juni kontaktiert zu haben, um erneut mit Verhandlungen zu beginnen. Dieser traf am nächsten Tag in Kampala ein, um mit dem ugandischen Präsidenten Museveni zu sprechen.
Am 8. Juni verkündete die Regierung des Südsudan, dass sie wegen der neuerlichen Attacken und des fehlenden Interesses der ugandischen Regierung nicht mehr als Vermittler dienen würden.
Während der Weihnachtsmassaker 2008 töteten LRA-Kämpfer zwischen 620 und 860 Menschen in verschiedenen Dörfern im Distrikt Haut-Uele in Orientale in der Demokratischen Republik Kongo. Durch das Massaker, bei dem die LRA unter anderem ein Weihnachtskonzert angriff und eine Kirche anzündete, wurden mindestens 30.000 Menschen aus ihren Dörfern vertrieben und 20 Kinder entführt.
Im Verlauf des Jahres 2009 kam es zu zahlreichen Angriffen auf Zivilisten im Südsudan, bei denen den Vereinten Nationen zufolge mehr als 220 Menschen ums Leben kamen und über 150 weitere entführt wurden. In benachbarten Regionen in der DR Kongo und in der Zentralafrikanischen Republik kam es ebenfalls zu Anschlägen.
Im Dezember 2009 kam es zu einem Massaker in Makombo mit 321 Toten in Haut-Uele in der Demokratischen Republik Kongo. In Militäruniformen gekleidete LRA-Kämpfer überfielen das Dorf Makombo, nachdem die Bewohner die Unterstützung der LRA mittels Nahrungsmitteln und anderen Versorgungsgütern abgelehnt hatten. Die meisten Opfer des Massakers waren Männer, die gefesselt und anschließend mit Macheten, Äxten oder Knüppeln getötet wurden. Weiterhin entführten die LRA-Milizionäre 80 Kinder und verprügelten und vergewaltigten weitere Dorfbewohner und schnitten einigen die Lippen und Ohren ab. Verantwortlich für das Massaker soll Dominic Ongwen gewesen sein, ein LRA-Kommandeur, der 2021 vom internationalen Strafgerichtshof zu 25 Jahren Gefängnis verurteilt wurde.

## Verurteilungen
Im August 2024 wurde Thomas Kwoyelo, ein ehemaliger Kommandeur der LRA, von einem Gericht in Gulu unter anderem wegen Mord, Vergewaltigung und Folter zu 40 Jahren Haft verurteilt, von denen Kwoyelo bereits 15 Jahre in Untersuchungshaft verbüßt hatte. Es war die erste Verurteilung im Zusammenhang mit dem LRA-Konflikt.